# Aeroportul Qimei
Aeroportul Qimei (IATA: CMJ, ICAO: RCCM) este un aeroport din 平和村⁠(d), 七美鄉⁠(d), 澎湖縣⁠(d), 臺灣省⁠(d), Taiwan ce deservește zona 七美鄉⁠(d). Aeroportul a fost tranzitat în decembrie 2020 de 845 de pasageri. A fost numit după zona deservită.
Situat la o altitudine de 19 m, aeroportul dispune de 1 pistă. Este operat de Civil Aeronautics Administration⁠(d).

## Infrastructură

### Piste
Aeroportul dispune de o singură pistă. Pista 02/20 are suprafața de beton și dimensiunile 783 m × 23 m. 